# Capón de galera
El capón de galera es una especie de gazpacho que se hacía dar a los presos de galeras. A mediados del siglo XVIII Juan de la Mata menciona una especie de salmorejo denominado capón de galera en su sección de gazpachos, en el que menciona el uso de la corteza (no de la miga de pan) remojada en una salmuera con el vinagre. El plato no contiene capón a pesar de su denominación, su denominación proviene quizás por inspiración de la caponata siciliana. Se elaboraba con bizcocho (denominado bizcocho de barco), aceite de oliva, vinagre, ajos, aceitunas además de otros ingredientes como espinas de anchoa. 